# Pichia galeiformis
Pichia galeiformis är en svampart som beskrevs av A. Endo & Goto 1987. Pichia galeiformis ingår i släktet Pichia och familjen Pichiaceae.   Inga underarter finns listade i Catalogue of Life.